# Yasen (Pleven)
Yasen (búlgaro: Я̀сен) es un pueblo de Bulgaria perteneciente al municipio de Pleven de la provincia de Pleven.
Se ubica en la orilla occidental del río Vit, unos 5 km al oeste de la capital municipal y provincial Pleven, junto a la carretera E83 que lleva a Sofía.
Se conoce la existencia de la localidad desde 1826, cuando ganaderos procedentes de Teteven se establecieron en torno al río Vit buscando mejores tierras. En 1877, al finalizar el sitio de Pleven, Osman Nuri Pasha declaró su rendición en el puente ubicado junto al pueblo.

## Demografía
En 2011 tenía 2442 habitantes, de los cuales el 79,23% eran étnicamente búlgaros, el 3,93% turcos y el 2,94% gitanos.
En anteriores censos su población ha sido la siguiente:
| Gráfica de evolución demográfica de Yasen entre 1934 y 2011 |
|                                                             |